# Ieva Narkutė
Ieva Narkutė–Šeduikienė (Kaunas, 22 giugno 1987) è una cantante lituana.

## Biografia
Ieva Narkutė ha esordito nell'industria discografica nel 2013 con l'album in studio Vienas, candidato per il M.A.M.A. all'album dell'anno. All'LP ha fatto seguito Švelnesnis žvėris, candidato per lo stesso riconoscimento e certificato oro dalla AGATA per le 5 000 copie vendute.
Nel novembre 2018 viene pubblicato il terzo disco Kai muzika baigias, con cui ottiene il suo primo ingresso nella Albumų Top 100. Otterrà un ulteriore ingresso nel 2022 con l'album 4, arrivato in 52ª posizione.
Ha fatto parte della giuria di Pabandom iš naujo! per tre anni di fila, a partire dal 2021 fino al 2023, nonché dell'Eurovizija.LT 2024.

## Discografia

### Album in studio
- 2013 – Vienas
- 2014 – Švelnesnis žvėris
- 2018 – Kai muzika baigias
- 2019 – Dešimt
- 2022 – 4
- 2023 – Vienintelė moteris tavo
- 2024 – Sapno viršūnėj

### Singoli
- 2020 – Taip arti viens kito
- 2020 – Šitaip įsimylėt
- 2020 – Liūdnos dainos (con Svaras)
- 2020 – Laisvė
- 2020 – Keista (con Marijonas Mikutavičius)
- 2021 – Skaudės tau
- 2021 – Visos jūros jos
- 2022 – Jauni tokie
- 2022 – Kulkom, ne dainom
- 2022 – Melancholija
- 2022 – Šokam tamsoj
- 2023 – Pati gražiausia klaida
- 2023 – Vienintelė moteris tavo